# Justyna Iskrzycka
Justyna Bogusława Iskrzycka (ur. 7 listopada 1997 w Bielsku-Białej) – polska kajakarka, medalistka mistrzostw świata i mistrzostw Europy, brązowa medalistka igrzysk olimpijskich z Tokio (2021).

## Życiorys
Karierę sportową rozpoczęła w Górniku Czechowice-Dziedzice, gdzie jej trenerem był Edward Apel, następnie została zawodniczką AZS-AWF Katowice, gdzie trenuje ją Piotr Pisula.
Jej pierwszym sukcesem na arenie międzynarodowej był złoty medal mistrzostw Europy juniorów w konkurencji K-2 1000 metrów w 2014 (z Anną Puławską). W tym samym roku zdobyła następnie mistrzostwo świata juniorów w konkurencjach K-2 500 metrów (z Anną Puławską) i K-4 500 metrów (z Pauliną Paszek, Anną Puławską i Katarzyną Kołodziejczyk). W 2015 została ponadto wicemistrzynią świata juniorek w konkurencji K-2 500 metrów (z Zuzanną Matysiak) i brązową medalistką mistrzostw Europy juniorek w konkurencji K-4 500 metrów (z Pauliną Paszek, Heleną Wiśniewską i Katarzyną Kołodziejczyk), w 2017 młodzieżową mistrzynią świata w konkurencji K-2 500 metrów (z Paulina Paszek), młodzieżową mistrzynią Europy w konkurencji K-2 500 metrów (z Katarzyną Kołodziejczyk) i młodzieżową wicemistrzynią Europy w konkurencji K-2 1000 metrów (z Anną Puławską), w 2018 młodzieżową mistrzynią Europy w konkurencji K-2 500 metrów (z Paulina Paszek).
Na mistrzostwach świata seniorek wywalczyła brązowy medal w 2017 w konkurencji K-2 1000 metrów (z Pauliną Paszek), srebrny medal w 2018 w konkurencji K-2 1000 metrów (z Pauliną Paszek), srebrny medal w konkurencji K-1 1000 metrów w 2019. W 2019 została mistrzynią Europy seniorek w konkurencji K-2 1000 metrów (z Pauliną Paszek).
Reprezentowała Polskę na Igrzyskach Europejskich w Mińsku (2019), gdzie razem z Katarzyną Kołodziejczyk zajęła 5. miejsce w konkurencji K-2 500 metrów.
Początkowo nie została zakwalifikowana do składu na igrzyska olimpijskie w Tokio (2021), ale w lipcu 2021 zastąpiła kontuzjowaną Katarzynę Kołodziejczyk. Na igrzyskach wystąpiła w konkurencji K-1 500, gdzie zajęła 3. miejsce w finale B (11. miejsce w klasyfikacji końcowej) oraz w konkurencji K-4 500 metrów, gdzie zdobyła brązowy medal (z Karoliną Nają, Anną Puławską i Heleną Wiśniewską).
Na mistrzostwach Polski seniorów zdobyła 9 złotych medali:
- K-2 500 metrów: 2015, 2017
- K-2 1000 metrów: 2016, 2017, 2018, 2019
- K-4 500 metrów: 2016, 2017
- K-1 1000 metrów: 2020

W sierpniu 2021 została odznaczona Krzyżem Kawalerskim Orderu Odrodzenia Polski.